# Zygonemertes callaina
Zygonemertes callaina är en djurart som tillhör fylumet slemmaskar, och som beskrevs av Korotkevich 1977. Zygonemertes callaina ingår i släktet Zygonemertes och familjen Amphiporidae. Inga underarter finns listade i Catalogue of Life.